# وست پارک (کالیفرنیا)
وست پارک (به انگلیسی: West Park) یک منطقهٔ مسکونی در ایالات متحده آمریکا است که در شهرستان فرسنو، کالیفرنیا واقع شده‌است. وست پارک ۴٫۶۴۰ کیلومتر مربع مساحت و ۱٬۱۵۷ نفر جمعیت دارد و ۸۱ متر بالاتر از سطح دریا واقع شده‌است.